# Can Sivila de la Roca
Can Sivila de la Roca és una masia de Súria (Bages) protegida com a Bé Cultural d'Interès Local.

## Descripció
Conjunt d'edificacions situat al costat occidental de l'Hostal de Can Sivila, prop de la carretera que connecta Súria i Cardona. La construcció principal, de planta rectangular, presenta la teulada a doble vessant amb el carener disposat en perpendicular al frontis. Els paraments són construïts en maçoneria. Al buc principal s'hi afegeixen altres construccions de diferent ús i cronologia, com una pallissa, un conjunt de tines, entre d'altres.
Destaquen algunes llindes del cos principal, destinat a l'habitatge, en les que es poden diferenciar les inscripcions”1759” i “1791”.

## Història
El primer document que fa referència a la masia data de 1292.